# Pain Teens
 (août 2011).
Si vous disposez d'ouvrages ou d'articles de référence ou si vous connaissez des sites web de qualité traitant du thème abordé ici, merci de compléter l'article en donnant les références utiles à sa vérifiabilité et en les liant à la section « Notes et références ».

Pain Teens est un groupe de noise rock américain formé en 1985 et originaire de Houston (Texas). Leur son se caractérise par des guitares dissonantes, voire psychédéliques, des rythmes tantôt industriels, des manipulations de bandes magnétiques ainsi que des samples.  Fascinés par la face sombre et décadente des États-Unis, les thèmes de leurs chansons évoquent entre autres la schizophrénie, les serial-killers, le satanisme ou le bondage.

## Discographie

### Albums
- Pain Teens (1988, Anomie)
- Case Histories (1989, Anomie)
- Born in Blood (1990, Trance Syndicate)
- Stimulation Festival (1992, Trance Syndicate)
- Destroy Me, Lover (1993, Trance Syndicate)
- Beast of Dreams (1995, Trance Syndicate)

### Singles
- Bondage (1990, Rave)
- Lady Of Flame (1991, Smilin' Ear)
- Sacrificial Shack (1992, C/Z)
- Come Up and See Me Sometime 1992, C/Z)
- Death Row Eyes (1992, Sub Pop)

### Cassettes
- Psychoactive (1985, Anomie)
- Manmade Disasters (1986, Anomie)
- Cathy (1986, Anomie)
- Pain Teens IV (1986, Anomie)
- King God (1987, Anomie)
- Obliviated (1987, Anomie)
- Dog Spirits (1988, Anomie)
- Narcolepsy (1988, Anomie)
- Collective Unconscious Mythology and You (1988, Anomie)